# Nahttrenner

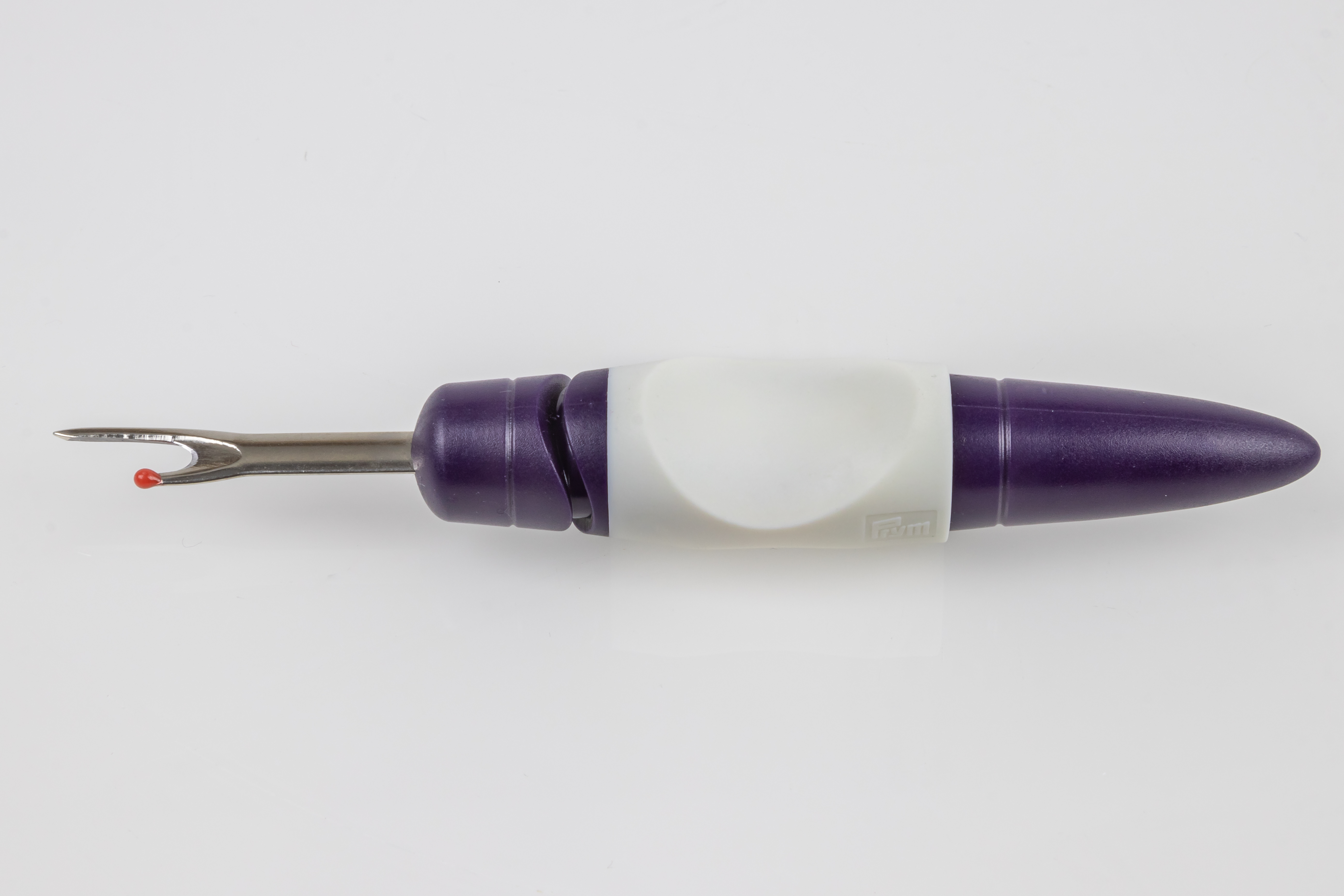
Nahttrenner (2021)

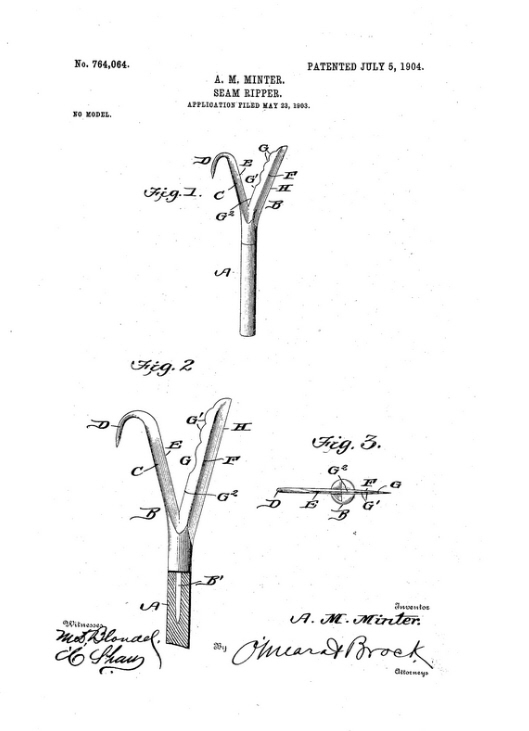
Patentzeichnung von Allie M. Minter aus dem Jahre 1904

Ein Nahttrenner, auch Faden-, Saum- oder Pfeiltrenner, ist ein kleines Nähwerkzeug, das zum Trennen und Entfernen von Nähten verwendet wird.

## Beschreibung
Nahttrenner sind in der Regel zwischen sieben und 15 Zentimetern lang. Ihre gängige Form besteht aus einem Griff, einem Schaft und einem Kopf aus Metall. Der Kopf ist gegabelt, und an der Basis der Gabel befindet sich eine Schneidfläche. Am Gabelkopf befindet sich zum einen eine lange, scharfe Spitze und zum anderen eine etwas kürzere mit einer kleinen Kugel.
Beim Einsatz eines Nahttrenners wird die scharfe Spitze des Werkzeugs in eine Naht unterhalb des zu schneidenden Fadens eingeführt. Man lässt den Faden nach unten in die Gabel rutschen und hebt dann das Werkzeug nach oben, so dass die Klinge den Faden durchreißt. Die – meist rote – Kugel an der kurzen Spitze soll dabei verhindern, dass mit dem Nahttrenner der Stoff beschädigt wird. Nachdem die Naht auf diese Weise aufgetrennt worden ist, kann sie neu genäht werden. Nahttrenner sind darüber hinaus etwa zum Öffnen von Knopflöchern, zum Entfernen von Etiketten an Kleidung oder zum Trennen von Stoffteilen einsetzbar.

## Geschichte
Herkunft und Geschichte des Nahttrenners sind nicht genau bekannt. Eines der frühesten Patente für ein ähnliches Werkzeug war ein Fingerhut, der den Zusatz eines kleinen Messers hatte und 1883 in den USA von W. Miller erfunden wurde. 1886 legte John Ruckstuhl, ebenfalls aus den USA, das Patent für ein ripping tool („Reißwerkzeug“) vor. Ein späteres Patent für ein dem Nahttrenner ähnliches Werkzeug entwickelte John Fisher aus Kanada im Jahr 1898.
1904 ließ Allie M. Minter aus Saint Petersburg, Colorado, einen Nahttrenner für die USA und Kanada patentieren, der den später üblichen Modellen ähnlich war. Sie beschrieb ihre Erfindung im Patentantrag: „Bei dieser Erfindung handelt es sich um ein Werkzeug, das insbesondere zum Aufreißen von Nähten und zum Ausreißen der Fäden geeignet ist, wobei die Aufgabe der Erfindung darin besteht, eine Vorrichtung bereitzustellen, die so geformt ist, dass sie bequem gehandhabt und mit der eine Naht schnell und einfach aufgerissen werden kann, sowie eine Vorrichtung, die zum Aufreißen der Stiche eines Saums verwendet werden kann.“ Vermutlich wurde das kleine Werkzeug insbesondere für die Fertigung von Patchwork-Quilts geschaffen, um misslungene Stiche wieder aufzutrennen und Nähte an verwendeten Stoffresten auf- oder einzelne Flicken sauber abzutrennen. In Europa ließ die Schweizerin Emma Witzig 1936 einen Nahtauftrenner mit einem schlagringähnlichen Griff patentieren. Maria Enghardt, geborene Altmann, aus Deutschland erhielt 1948 das Patent für ein Schneid- und Trennwerkzeug, insbesondere fuer die Schneiderei.
Inzwischen sind Nahttrenner in verschiedenen Farben und mit Mustern auf dem Griff erhältlich, mit integrierter Lupe und Licht sowie elektrisch betrieben. Es werden Schmuck-Nahttrenner oder solche als Anhänger an einer Kette angeboten. Manche Nahttrenner sind mit einer Schutzkappe erhältlich.